# Зафарабадський район (Узбекистан)
Зафарабадський район (до 1993 року — Октябрський; узб. Зафаробод тумани, Zafarobod tumani) — район у Джиззацькій області Узбекистану. Розташований у центральній частині області. Утворений в 1973 році. Центр — міське селище Зафарабад.